# 류웨이핑

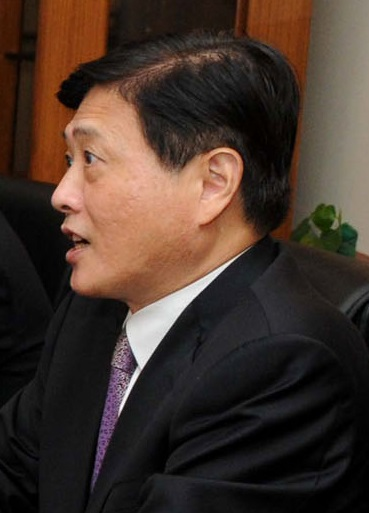

류웨이핑(중국어 간체자: 刘伟平, 정체자: 劉偉平, 1953년 5월 ~ )은 중화인민공화국의 정치인이다. 칭하이성 부성장과 간쑤성 성장, 중국 공산당 제17기 중앙후보위원과 제18기 중앙위원을 역임했다.